# Jean Robert Yelou
Jean Robert Yelou (25 settembre 1983) è un calciatore vanuatuano, centrocampista dell'Amicale.

## Carriera

### Club
Comincia a giocare al Tafea. Nel 2007 viene acquistato dall'Amicale.

### Nazionale
Ha debuttato in nazionale nel 2002. Ha messo a segno la sua prima rete con la maglia della Nazionale il 30 agosto 2011, in Vanuatu-Tuvalu (5-1), in cui ha siglato la rete del momentaneo 4-0, trasformando un calcio di rigore. Ha partecipato, con la Nazionale, alla Coppa delle nazioni oceaniane 2008 e alla Coppa delle nazioni oceaniane 2012. Ha collezionato in totale, con la maglia della Nazionale, 19 presenze e una rete.

## Palmarès

### Club

#### Competizioni nazionali
- Port Vila Premia Divisen: 8

Tafea: 2002, 2003, 2004, 2005, 2006
Amicale: 2010, 2011, 2012